# Avraam cel Mare din Kashkar
Avraam cel Mare din Kashkar (501-586 d.Hr.) a fost părintele renașterii monahale siro-orientale din secolul al VI-lea. Este doctor și sfânt al Bisericii Răsăritului (a tuturor ramurilor acesteia). Principiile sale monahale fundamentale au fost ilustrare în Rânduielile monahale ale lui Avraam scrise în 570 d.Hr., la Marea Mănăstire din muntele Izla, și răspândite practic de ucenicii acestuia în următorul secol prin zecile de mănăstiri înființate în Persia și nu numai.

## Biografie
Dintre toate biografiile scrise despre acesta, singura ajunsă până la noi este - Viața pe scurt a lui Avraam, un rezumat al uneia dintre biografiile ce nu s-au păstrat. Celelalte informații despre el aparțin unor lucrări ce-l abordează tangențial: Viața lui Bar 'Edta (Avraam Zabaya), Cartea stareților (Toma de Marga), Cartea curăției (Ishodenah de Basra) și Cronica din Seert.

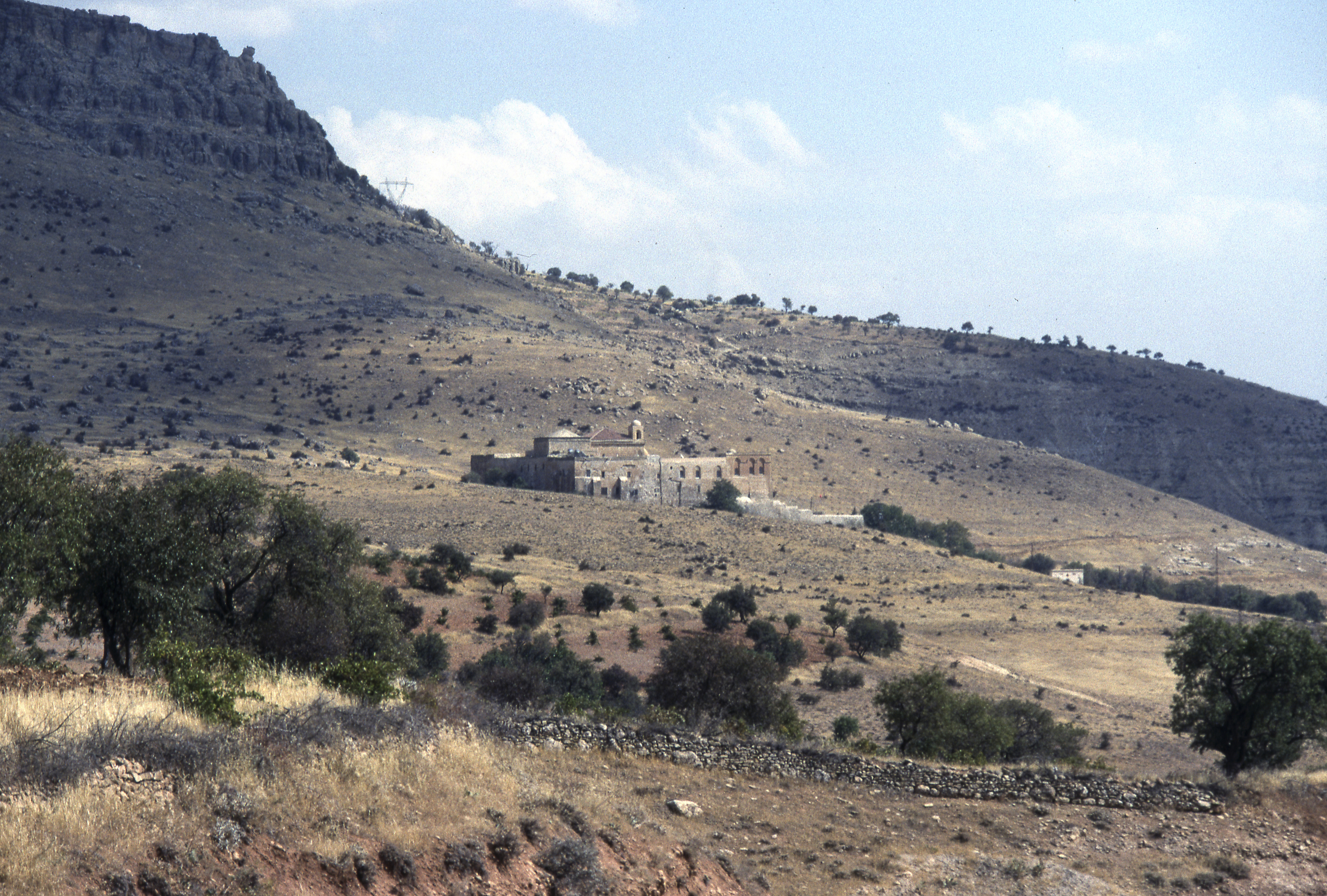
Una dintre mănăstirile rămase pe muntele Izla, mănăstirea Mor Hananyo, întemeiată în secolul V d.Hr.

Se naște în satul Dadwaran, din preajma cetății Kashkar, în anul 501, în timpul catholicosului Babai I-ul. La acea vreme, episcopul de Kashkar era ajutorul catholicosului din Seleucia. Primește educația primară în satul natal. În timpul lui Kavat I-ul, pleacă la Al-Hira unde se îndeletnicește cu "meditarea Sfintelor Scripturi.. cu neîncetate postiri și rugăciuni" (p.205). De asemenea, a predicat creștinismul în această cetate de o mare diversitate religioasă, totodată un centru important al arabilor ce se închinau zeiței al-'Uzza (la care se referă și versetele satanice). După o oarecare vreme petrecută acolo, vizitează Egiptul (pustia Sketis), muntele Sinai și Ierusalimul, pentru a se deprinde mai bine cu viața monahală. Cândva între 544 și 547, ajunge să studieze la Școala teologică din Nisibis. Întrerupând, probabil, la un moment dat studiile, se sălășluiește în fosta chilie a lui Iacob de Nisibis (întemeietorul școlii teologice din Nisibis), săpată într-o stâncă de pe muntele Izla. Deoarece între timp câștigase notorietate datorită charismei sale și reputației de făcător de minuni, la chilia sa ajung numeroși asceți și novici ce doreau să ajungă monahi. În acest context, Avraam hotărăște înființarea unei noi mănăstiri pe muntele Izla, în stil lavriot, ce a ajuns să se numească Marea Mănăstire. Înaintea morții sale din 586 d.Hr., Avraam îl desemnează ca urmaș în stăreție pe Dadisho (care avea să conducă mănăstirea până la moartea sa în 604 d.Hr.). Este îngropat în biserica Marii Mănăstiri.

## Rânduielile monahale ale lui Avraam
Scrise în 570 d.Hr., ele au fost actualizate succesiv de urmașii la stăreția Marii Mănăstiri din Izla, Dadisho (în 588 d.Hr.) și Babai cel Mare - ambii concentrându-se pe problemele concrete cu care se confrunta obștea. Cel mai vechi manuscris ce conține textul rânduielilor se află într-o mănăstire din Alqosh, Irak, și datează din secolul XIV.
După o introducere în care se precizează voința colectivă a obștii de a scrie rânduielile monahale, precum și sursele de inspirație (scriptura și sfinții părinți), se precizează, succint, principalele rânduieli monahale de urmat pentru "tămăduirea și închiderea rănilor noastre": nevoia de isihie (de liniște), nevoia de postire și nevoia de rugăciune și citire (cât mai des, menționându-se slujba Ceasurilor). La acestea se adaugă si alte îndemnuri, precum: tăcerea, sărăcia de voie, blândețea, rămânerea în chilie/mănăstire, modul de mustrare al celor ce greșesc și etapa de noviciat necesară până ce novicelui i se permite facerea unei chilii proprii.

## Ucenicii și răspândirea învățăturii sale
Încă din timpul vieții, Avraam trimite pe trei dintre ucenicii săi (Ioan, Gheorghe și Bar 'Edta) să întemeieze noi mănăstiri. Ulterior, în timpul stărețiilor lui Dadisho și Babai cel Mare, și alții vor pleca (voit sau nu) să întemeieze noi mănăstiri. Astfel, s-au întemeiat cel puțin 24 de mănăstiri noi de către ucenicii lui Avraam, majoritatea în Persia, dar și în Palestina (la Samaruna).
La scurt timp după moartea lui Avraam, rânduielile sale monahale au fost traduse în persană (din originalul siriac, de către Iov Persul).